# (205) Martha
(205) Martha est un astéroïde de la ceinture principale découvert par Johann Palisa le 13 octobre 1879. Son nom fait référence à Marthe de Béthanie, disciple de Jésus-Christ.